# Kommen till en Fader åter
Kommen till en Fader åter är en kristen psalm. Texten är skriven av Johan Olof Wallin.

## Publicerad i
- 1819 års psalmbok, som nummer 491 under rubriken "Med avseende på de yttersta tingen: Begravningspsalmer: I allmänhet".
- Den svenska psalmboken 1937, som nummer 569 under rubriken "H. De yttersta tingen: 2. Det kristna hoppet inför döden".